# Großsteingräber bei Steinfeld (Oldenburg)
Die Großsteingräber bei Steinfeld waren mehrere megalithische Grabanlagen unbekannter Zahl der jungsteinzeitlichen Trichterbecherkultur bei Steinfeld (Oldenburg) im Landkreis Vechta (Niedersachsen). Sie wurden wohl im 19. Jahrhundert zerstört. Es sollen sich in der Gegend ursprünglich zahlreiche Steindenkmäler befunden haben, die dem Ort seinen Namen gegeben haben. Außer bei dem Großsteingrab Steinfeld-Bökenberg und dem Großsteingrab Steinfeld-Lehmden ist bei keiner der Anlagen der genaue Standort überliefert. Auch zu Ausrichtung, Maßen und Grabtyp liegen keine Angaben vor.